# Landkreis Uckermark
Landkreis Uckermark is een Landkreis in de Duitse deelstaat Brandenburg. De Landkreis telt 118.250 inwoners (31 december 2020) op een oppervlakte van 3.058,08 km². De Kreisstadt is Prenzlau; de grootste plaats is Schwedt/Oder, tegen de Poolse grens. Belangrijke middelen van bestaan zijn toerisme, landbouw en de voedingsmiddelenindustrie.
In het gebied ontspringt, bij Temmen-Ringenwalde, de rivier de Uecker.
Ruim de helft van de oppervlakte van de Uckermark is beschermd natuurgebied. Op het grondgebied van de Uckermark ligt een deel van het biosfeerreservaat Schorfheide-Chorin, dat lange tijd populair was als jachtgebied en waar verschillende beschermde diersoorten voorkomen.

## Steden en gemeenten
| Steden 1. Angermünde (15.110) 2. Brüssow¹ (2.302) 3. Gartz (Oder)¹ (2.550) 4. Lychen (3.849) 5. Prenzlau (20.840) 6. Schwedt/Oder (37.001) 7. Templin (17.251) Amtsvrije gemeenten 1. Boitzenburger Land (4.095) 2. Nordwestuckermark (5.128) 3. Uckerland (3.339) | Ämter met gemeenten 1. Brüssow (Uckermark) (5.228) 1. Brüssow (Stadt) (2.302) 2. Carmzow-Wallmow (719) 3. Göritz (837) 4. Schenkenberg (647) 5. Schönfeld (723) 2. Gartz (Oder) (7.265) 1. Casekow (2.317) 2. Gartz (Oder) (Stadt) (2.550) 3. Hohenselchow-Groß Pinnow (890) 4. Mescherin (760) 5. Tantow (748) 3. Gerswalde (5.500) 1. Flieth-Stegelitz (699) 2. Gerswalde (1.806) 3. Milmersdorf (1.797) 4. Mittenwalde (473) 5. Temmen-Ringenwalde (725) 4. Gramzow (7.811) 1. Gramzow (2.102) 2. Grünow (990) 3. Oberuckersee (1.912) 4. Randowtal (1.082) 5. Uckerfelde (1.084) 6. Zichow (641) 5. Oder-Welse (5.915) Per 19 april 2022 opgeheven. 1. Berkholz-Meyenburg (1.208) Sedert 2022 Ortsteil van Schwedt/Oder. 2. Mark Landin (1.165) Sedert 2022 Ortsteil van Schwedt/Oder. 3. Passow (1.693) Sedert 2022 Ortsteil van Schwedt/Oder. 4. Pinnow (947) Per 19 april 2022 zelfstandige gemeente 5. Schöneberg (902) Sedert 2021 Ortsteil van Schwedt/Oder. |